# Krišna
 Ovo je članak o hindskom božanstvu. Za indijsku rijeku pogledajte Krišna (rijeka).
Krišna (sanskrt: कृष्ण, Kṛṣṇa, 'crn, tamnoplav') značajno je božanstvo u hinduizmu. Štuje se kao osmi avatar Višnua te kao zasebno vrhovno božanstvo. Bog je zaštite, suosjećanja, nježnosti i ljubavi te je obožavan među hinduističkim božanstvima. Krišnin rođendan u hinduizmu se slavi svake godine na Krišna Janmaštami prema hinduističkom lunisolarnome kalendaru, u kasnom kolovozu ili ranom rujnu prema gregorijanskom kalendaru.
Anegdote i narativi o Krišninu životu nazivaju se Krishna Līlā. On je središnji lik Mahabharate, Bhagavate Purane, Brahma Vaivarte Purane i Bhagavad Gite, a spominje se u mnogim filozofskim, teološkim i mitološkim tekstovima hinduizma. Prikazivan je u raznim ulogama: boga djeteta, spletkara, savršenog ljubavnika, božanskog heroja i svemoćnog bića. Ikonografija Krišne zrcali te legende i prikazuje ga u različitim stadijima života, primjerice kao dijete koje jede maslac, mladića koji svira flautu, mladića u pratnji Radhe ili okruženog ženama ili kao druželjubivog vozača kočije koji savjetuje Arjunu.
Ime i nadimci Krišne pojavljuju se već u književnosti i kultovima prvoga stoljeća prije nove ere. U nekim sektama, poput krišnaizma, Krišnu se štuje kao vrhovno božanstvo i Svayam Bhagavan ('Bog sâm'). Ti su ogranci hinduizma nastali u sklopu srednjovjekovnog bhaktijskog pokreta. Književnost koja se veže uz Krišnu inspirirala je mnoge izvedbene umjetnosti, poput Bharatanatyama, Kathakalija, Kuchipudija, Odissija i manipurskoga plesa. Panhinduističko je božanstvo, no u nekim se mjestima štuje više. Neka od tih mjesta su: Vrindavan (Uttar Pradesh), Dwarka i Junagadh (Gudžerat), Jagannatha (Odisha), Mayapur (Zapadni Bengal). Kao Vithoba štuje se u Pandhapuru (Maharaštra), kao Shrinathji u Nathdwari (Radžastan), kao udupski Krišna u Karnataki, Parthasarathyju (Tamil Nadu) i Aranmuli (Kerala) te kao Guruvayurappan u Guruvayooru (Kerala).
Od 1960-ih se godina štovanje Krišne proširilo i po Zapadnome svijetu te Africi, poglavito zbog napora Međunarodnog društva za svjesnost Krišne (ISKCON)

## Imena
Ime Krišna nastalo je od sanskrtske riječi Kṛṣṇa, koja znači 'crn, taman' ili 'tamnoplav'. Mjesec se u svojoj zadnjoj četvrti naziva Krishna Paksha zbog značenja tamnoga. Neki vaišnave ime prevode i kao 'sveprivlačni', iako toga značenja nema u sanskrtu.
Kao ime Višnua, Krišna je 57. ime po redu u Višni Sahasranami. Na temelju svoga imena, Krišnu se obično prikazuje crne ili plave kože. Također je poznat i pod drugim imenima, epitetima i naslovima koje odražavaju njegove atribute ili asocijacije. Među najčešćim imenima su Mohan ('čarobnjak'), Govinda ('glavni pastir'), Keev ('spletkar') i Gopala ('zaštitnik Goa', što može značiti 'zaštitnik duša' ili 'zaštitnik krava'). Neka od imena za Krišnu od regionalnog su značenja; Jagannatha, koji se spominje u hramu Jagannatha Puri, popularna je inkarnacija u državi Odisha i obližnjim regijama Istočne Indije.